# Zest
Джу Сон Ук (кор. 주성욱, род. 11 июля 1992, Республика Корея), более известный под своим никнеймом Zest, — корейский профессиональный игрок в StarCraft II, игравщий за расу протоссов. Чемпион мира по версии Intel Extreme Masters, также двукратный чемпион Global StarCraft II League. За свою карьеру Zest заработал более 690 000 долларов призовых.

## Биография

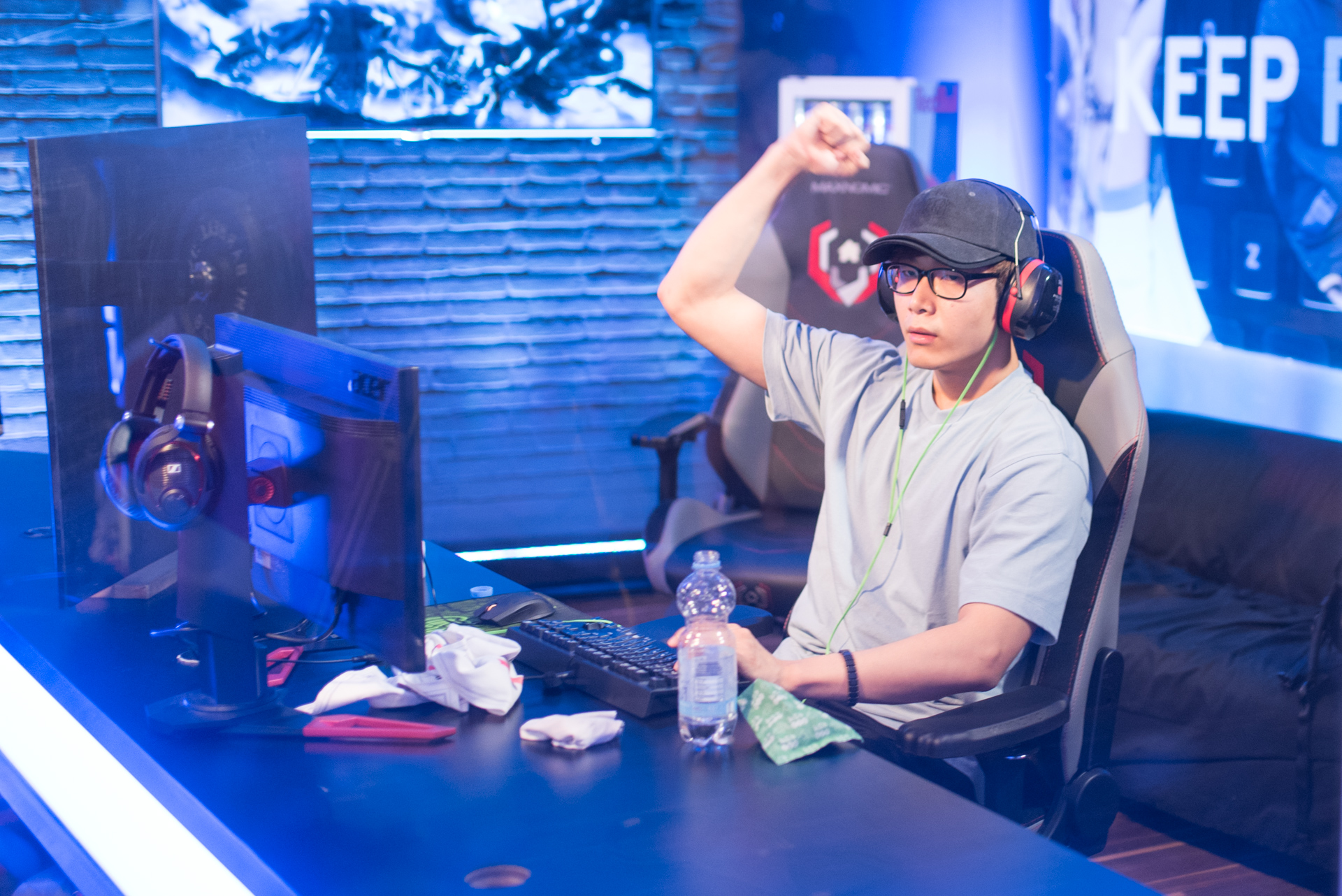
Zest на HomeStory Cup XV в 2017 году, на котором он занял первое место

С детства Джу Сон Ук увлекался футболом. В начальной школе он попал в тренировочный футбольный лагерь, но не справился с нагрузкой и забросил футбол. В старшей школе Джу Сон Ук решил уйти из школы, чтобы всерьёз заняться StarCraft. В 19-летнем возрасте он попал в свой первый тренировочный лагерь по StarCraft.
В 2014 году Zest в составе команды KT Rolster победил на командном чемпионате StarCraft II Proleague. В 2015 году он стал чемпионом мира по версии Intel Extreme Masters. В 2016 году комментатор Дэниел «Artosis» Стемкоски называл Джу Сон Ука лучшим протоссом мира.
В 2017 году карьера Zest пошла на спад: он победил на HomeStory Cup XV в Крёфельде, однако на Global StarCraft II League вылетел на отборочной стадии. По словам спортсмена, уже в 2016 году он устал от игры; кроме того, он получал зарплату от команды KT Rolster, размер которой не зависел от его результатов, что дополнительно снижало мотивацию. После того, как его команда была расформирована, он стал уделять тренировкам ещё меньше времени. В 2018 году он решил вернуться в киберспорт и смог попасть на WCS Global Finals четвёртый раз за карьеру.
В начале 2022 года Zest стал чемпионом GSL Super Tournament, обыграв в финале своего товарища по команде, Пак «Dark» Риюнг У, со счётом 3:1. В июле 2022 Dragon Phoenix Gaming, команда Zest, объявила о завершении его карьеры в связи с уходом на военную службу.

## Признание
Фанаты прозвали Джу Сон Ука «Kingslayer» (с англ. — «цареубийца»), поскольку он часто выбивал с турниров фаворитов.

## Достижения
- 2014 Global StarCraft II League Season 1 (1 место)
- 2014 GSL Global Championship (1 место)
- IEM Season IX — Toronto (2 место)
- 2014 KeSPA Cup (1 место)
- 2014 Global StarCraft II League Season 3: Code S (3—4 место)
- 2014 Hot6ix Cup (3—4 место)
- IEM Season IX — World Championship (1 место)
- 2016 Global StarCraft II League Season 1: Code S (1 место)
- 2016 WCS Korea Season 1 Cross Finals (1 место)
- 2018 Global StarCraft II League Season 2: Code S (2 место)
- 2018 Global StarCraft II League Season 3: Code S (3—4 место)
- Assembly Summer 2019 (3—4 место)
- IEM Katowice 2020 (2 место)
- TeamLiquid StarLeague 5 (4 место)
- Douyu Cup 2020 (3 место)
- 2021 AfreecaTV GSL Super Tournament 1 (3—4 место)
- IEM Katowice 2021 (2 место)
- TeamLiquid StarLeague 7 (3 место)
- 2021 Global StarCraft II League Season 3 (2 место)
- NeXT 2021 S2 — SC2 Masters (3 место)
- 2022 AfreecaTV GSL Super Tournament 1 (1 место)